# Europe des peuples
 (mars 2014).
Si vous disposez d'ouvrages ou d'articles de référence ou si vous connaissez des sites web de qualité traitant du thème abordé ici, merci de compléter l'article en donnant les références utiles à sa vérifiabilité et en les liant à la section « Notes et références ».
L'Europe des peuples (Europa de los pueplos en espagnol) est une coalition de partis politiques espagnole formée à l'occasion des élections européennes de 2004. Elle est l'héritière des coalitions créées lors d'élections européennes précédentes (Coalition pour l'Europe des peuples en 1987, Pour l'Europe des peuples en 1989, Pour l'Europe des peuples et la Coalition nationaliste - Europe des peuples en 1999. 

## Composition
Cette coalition rassemblaient des partis régionalistes et nationalistes de gauche: 
- Gauche républicaine de Catalogne (ERC)
- Eusko Alkartasuna (EA)
- Union aragonaisiste (CHA)
- Partido Socialista de Andalucía (PSA)
- Asamblea de Izquierdas (A-IZ),
- Andecha Astur (AA)
- Conceju Nacionaliegu Cántabru (CNC)
- Iniciativa Ciudadana de La Rioja (ICLR)

## Résultats
Avec 2,45 % des suffrages exprimés, la coalition a obtenu un siège au Parlement européen, occupé par Bernat Joan de l'ERC (juillet 2004-juin 2007), puis par Mikel Irujo de l'EA (juin 2007-juillet 2009).